# After - Come mondi lontani
After - Come mondi lontani (After We Fell) è un romanzo del 2014 di Anna Todd, terzo capitolo della serie After, nata inizialmente come fanfiction sul membro degli One Direction Harry Styles. Il libro è preceduto da After - Un cuore in mille pezzi e seguito da After 4 - Anime perdute.

## Trama
Gli eventi riprendono la trama del volume precedente, After - Un cuore in mille pezzi. Nel rivedere suo padre, Tessa ricorda di quand'era bambina e di quando si nascondeva nella piccola serra della sua casa natale per non vedere come picchiava la madre Carol. Prova pena per lui: è sporco e puzza di vodka. Ne parla con Hardin e, nonostante la sua disapprovazione, lo invita nel loro appartamento. Nel frattempo Hardin deve affrontare un altro problema: la rissa con Zed nella serra della scuola. Nonostante suo padre sia rettore viene espulso dal campus. Richard e Hardin legheranno in un bar, dopo essersi ubriacati assieme.
Quando il suocero se ne va con Chad, un "amico", al ragazzo scatta il sospetto che l'uomo sia un tossicodipendente, ma per il momento non dice nulla a Tessa, per non farla preoccupare. La ragazza riceve un invito da parte di Karen e Ken per una vacanza con loro, a cui parteciperà anche Hardin, che si è lasciato convincere.
Durante un momento di passione nella vasca idromassaggio entrambi si scordano del profilattico e lui pensa che sia tutto un piano architettato perché lei voleva rimanere incinta e se ne va. Tessa scopre di non aver trovato appartamento a Seattle perché Hardin, che era venuto a conoscenza del suo piano, aveva sabotato tutto in modo che lei andasse in Inghilterra con lui. Lui viene cacciato e va a passeggiare.
Lungo il suo percorso si accorge di essersi perso e incontra Lillian, figlia di Max, amico di Ken e Karen. Questa gli fa una marea di domande e Hardin nota gran somiglianza fra lei e la sua Tess. Trascorrono la serata insieme fino all'una del mattino e questo ingarbuglia maggiormente il rapporto tra i due protagonisti, ma non c'è nulla da temere perché Lillian non è eterosessuale. La sera seguente la famiglia Scott si ritrova a cena con Max, sua moglie e Lillian. Quest'ultima ha trascorso tutta la giornata con Hardin e quando Theresa entra nel ristorante pensa che i due stiano flirtando, dato che è del tutto ignara del vero orientamento sessuale della ragazza. Durante la cena Robert, un cameriere, sembra mostrare interesse nei confronti di Tessa, e lei, per ripicca verso Hardin, passa la serata con lui. Il ragazzo, vedendo la persona che ama ridere con un altro, se ne va e lungo la strada incontra la ragazza di Lillian, con cui trascorre la serata. I due decidono di andare in un bar della zona e vengono poi raggiunti per puro caso da Tessa e Robert. La ragazza di Lillian rimane inebriata dalla bellezza di Tessa e giocosamente la sfida a ballare sul bancone di fronte a tutti, lei accetta scatenando in Hardin la gelosia. Il cameriere si separa da loro,  ma i tre restano nel bar fino all'ora di chiusura.
Tornati a casa, ubriachi, i due vanno a letto,  ma non insieme... il mattino seguente la famiglia Scott fa ritorno a casa, e fra Hardin e Tessa la questione diventa spinosa. Hardin caccia Tessa, seppur distrutto interiormente.
Lei non ha posto in cui andare perciò telefona alla sua ex compagna di stanza e le chiede se può passare i giorni prima della partenza nel dormitorio della WCU con lei. Steph accetta entusiasta e la informa che le ha organizzato una festa d'addio alla confraternita, festa a cui Hardin non prenderà parte data la rottura con Tessa, ma di cui nessuno è a conoscenza. Hardin è nell'appartamento e guarda ciò che Tessa ha lasciato: la lettera, il bracciale, la copia di Orgoglio e Pregiudizio che gli ha regalato per Natale, i libri di scuola. Curiosando fra i vari testi scolastici la sua attenzione viene catturata da un diario. "Storia delle Religioni" : è il suo quaderno per un corso che ha seguito nel corso del semestre. Hardin lo sfoglia. Ciò che è scritto al suo interno non parlava di religione, ma di Hardin. Della fede cheTessa ha sempre avuto in lui nonostante abbia tradito molte volte la sua fiducia. Capisce di aver sbagliato in continuazione.
Tessa va alla festa con Steph, che insiste per farla bere.  Le porge uno shot di vodka alla ciliegia e scompare. Al party si presenta Zed, che nota nell'amica qualcosa di strano. Tessa vede tutto girare in modo sfocato. Il ragazzo la lascia sola in cucina e va a cercare l'ex compagna di stanza. Dan si reca di sotto e trova la ragazza in cucina. Lei gli chiede aiuto per trovare Zed, la richiesta viene accettata. Lui la informa di aver visto Zed entrare nella vecchia stanza di Hardin, così entrano. Tessa si sente sempre più debole e non si regge in piedi.
Quella di Dan era una trappola. Voleva far entrare Tessa nella stanza con lo scopo di fare sesso con lei. Tessa ha paura. Qualcuno bussa alla porta: è Steph, che entra nella stanza. Le viene chiesto disperatamente aiuto, ma lei rivolge a Dan un sorriso maligno. L'idea è partita da lei. Ha sempre odiato Tessa, ma ha finto di esserle amica per rovinarla. È stata lei a scrivere a Tessa dal telefono di Hardin la sera del suo compleanno, è stata lei a chiamare le due spogliarelliste alla festa, è stata lei a mettere la droga nella vodka. È sempre stata Steph. Estrae dalla borsa un oggetto, una fotocamera. La sua intenzione è filmare Dan che fa sesso con la vittima e far vedere il video a Hardin, per vendetta di quando l'ha compiaciuta e poi l'ha lasciata. Inizia a slacciarle il vestito. Nella stanza entra Molly. Anche lei è coinvolta, ma quando scopre l'intenzione del filmino pornografico,  si tira indietro, esce dalla stanza e chiama Hardin. Steph chiude la porta a chiave. Zed si accorge che nella stanza sta accadendo qualcosa, così butta giù la porta e se ne va con Tessa. Tristan rompe con Steph e si scopre che Dan ha voluto fare ciò per ripicca verso Hardin, che per dispetto ha fatto la stessa cosa con sua sorella.
Hardin arriva alla confraternita, ma Tessa non è lì. Inizia a preoccuparsi quando scopre che è con Zed. Va a casa di suo padre e parla con Landon, che ipotizza possa essere tornata da sua madre.
Zed, su richiesta dell'amica, l'ha portata a casa, da Carol. Si presenta lì anche Hardin i quale litiga con Zed, accusandolo di aver salvato Tessa solo per provare a fare colpo su di lei.
Poco tempo dopo, Tessa riflettendo sul fatto che la sua relazione con Hardin le dà più ansie che soddisfazioni, decide che entrambi hanno bisogno di una pausa e si trasferisce a lavorare a Seattle nella filiale della casa editrice da cui è stata assunta. Hardin, seppur frustrato all'idea di non essere lì con lei, oltre al fatto che Tessa sembra decisa a rompere la loro relazione, decide di lasciarle spazio, ma nutre la certezza che loro due torneranno insieme.
Il libro si conclude con Hardin che si ripromette di tirar fuori il meglio di sé per riconquistare Tessa.

## Personaggi
Principali
Tessa: Theresa "Tessa" Young è la protagonista femminile della saga. È follemente innamorata di Hardin, ma con cui è un continuo tira e molla. Il suo piano è andare a Seattle con Hardin e continuare a lavorare presso lo stage di Vance.
Hardin: Hardin Scott è il protagonista maschile della saga. Ama Tessa, e per lui ciò che sta provando è del tutto nuovo, dato che non ha mai amato qualcuno. Il suo carattere però sembra destinato a mandare sempre tutto all'aria, nonostante i suoi continui tentativi nel cambiare. Vuole restare con Tessa, ma in Inghilterra, dove potranno ricominciare da capo. Non desidera affatto trasferirsi a Seattle, al contrario della fidanzata. 
Secondari
Ken Scott: è il padre di Hardin, con cui non è in rapporti molto buoni a causa del suo passato da alcolizzato.
Landon Scott: è il migliore amico di Tessa e fratellastro di Hardin.
Karen Scott: madre di Landon e moglie di Ken dal primo libro. È come una madre per Tessa.
Steph: "amica" di Hardin e Tessa, nonché ex compagna di stanza di quest'ultima.
Zed: ex amico di Hardin e amico di Tessa di cui è innamorato.
Molly: acerrima nemica di Tessa che ha avuto una relazione con Hardin in passato.